# Cézium-oxid
A cézium-oxid egy szervetlen vegyület. A következő bináris cézium-oxidok ismertek: Cs11O3, Cs4O, Cs7O, és Cs2O. A felsorolt oxidok és szuboxidok mind világos színűek. A Cs2O hatszögletű sárga-narancssárga kristályokat alkot.

## Felhasználása
Fotokatódokban használják infravörös fény detektálásra, például tévékamerákban, képerősítőkben, vákuum-fotodiódákban, fotoelektron-sokszorozókban. Jó elektronemitter, de a magas gőznyomás korlátozza a használhatóságát.

## Reakciói
A Cs2O-ból magnéziummal reagálva cézium és magnézium-oxid keletkezik:
Cs2O + Mg → 2Cs + MgO
A Cs2O higroszkópos, vízzel reagálva cézium-hidroxid (CsOH) keletkezik belőle.

## Fordítás
Ez a szócikk részben vagy egészben  a   Caesium oxide című angol Wikipédia-szócikk ezen változatának fordításán alapul.  Az eredeti cikk szerkesztőit annak laptörténete sorolja fel. Ez a jelzés csupán a megfogalmazás eredetét és a szerzői jogokat jelzi, nem szolgál a cikkben szereplő információk forrásmegjelöléseként.